# 바티칸 시국 국가헌병대

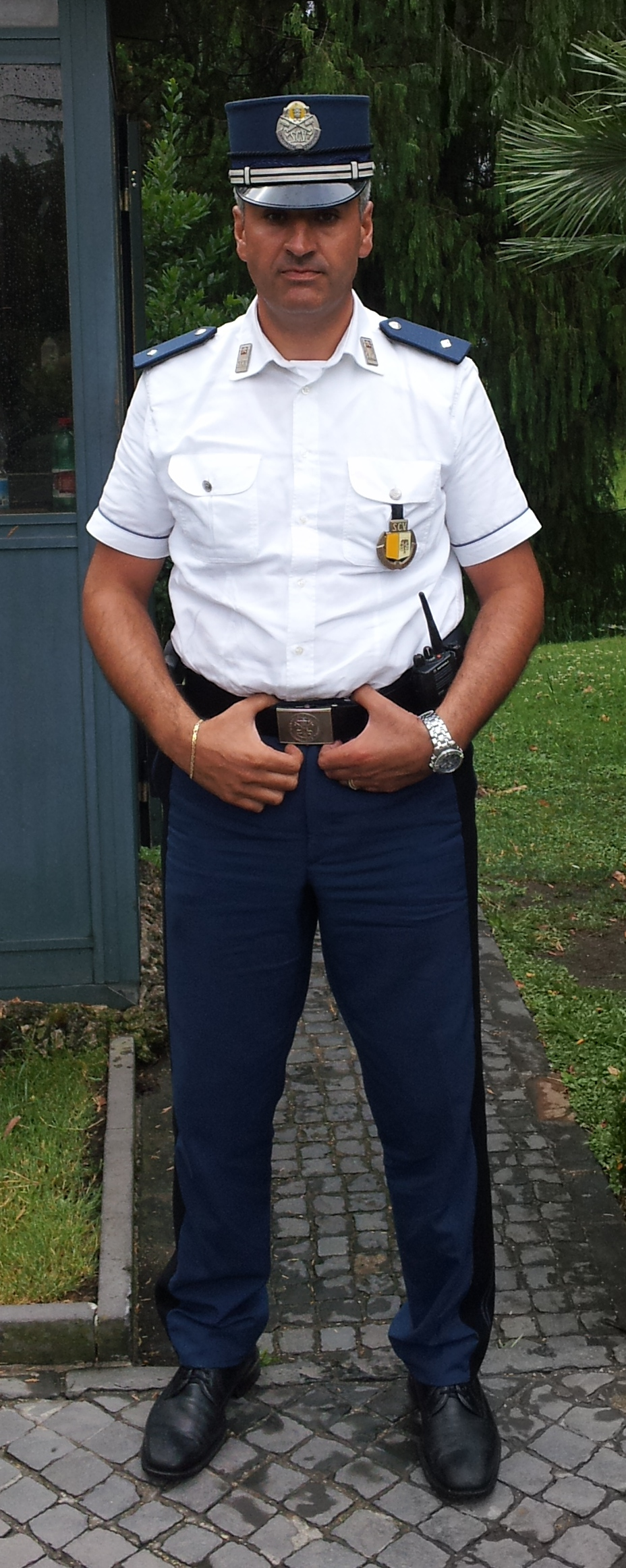

바티칸 시국 국가헌병대(이탈리아어: Corpo della Gendarmeria dello Stato della Città del Vaticano)는 바티칸 시국의 국가헌병대 혹은 경찰 겸 경호 부대이다.

## 개요
헌병대는 보안 문제를 책임지고 있기 때문에 공공질서, 국경 통제, 교통 통제, 범죄 수사 그리고 기타 바티칸 시국에서의 일상적인 경찰 임무를 맡고 있다. 교황이 다른 나라를 방문할 때는 교황의 안전을 위해서 헌병대에서 소수의 경관만이 임명되어 교황의 바로 곁에서 교황을 호위한다. 국가헌병대 조직은 130명의 국가헌병으로 편성되어 있으며, 바티칸 시국 행정처의 안전 기관인 민방위 위원회(바티칸 소방대도 포함) 소속으로 되어 있다. 또한, 바티칸 시의 안전은 바티칸 시국이 아닌 성좌의 군사 부대인 스위스 근위대에 의해 제공된다.
바티칸 시국 헌병대는 감찰관이 이끌고 있으며, 현재의 감찰관은 도메니코 자니이다. 바티칸 시국의 경찰 조직은 1970년부터 1991년까지 중앙보안국이라고 불렸으며 1991년부터 2002년까지는 ‘바티칸 시국 경계병대(Corpo di Vigilanza dello Stato della Città del Vaticano)’라고 불렸다. 그러다가 교황 비오 7세가 1816년에 지은 ‘국가헌병대(Corpo della Gendarmeria)’라는 이전의 이름으로 되돌아갔다. 이후 바티칸 시국 국가헌병대는 바티칸 시국의 군사 부대 가운데 하나로 유지되다가 교황 바오로 6세가 등극하고 나서야 성좌의 군사력은 스위스 근위대 하나로 대폭 축소되었다.
이에 앞서, 과거 국가헌병대는 1970년까지 19세기에서 기원한 복잡한 의장복을 입었지만, 오늘날의 국가헌병들은 진한 푸른색의 현대식 경찰복을 입고 있다. 바티칸 시국 헌병대에 지원하기 위해서는 연령이 20살에서 25살 사이의 이탈리아 시민권이 있는 사람이어야 하며, 또한 이탈리아 경찰 근무 훈련을 적어도 2년 이상 받아야 한다.